# Hande Yener
Makbule Hande Özyener, més coneguda com a Hande Yener (Istanbul, 12 de gener de 1973) és una cantant, compositora i productora turca.

## Discografia
- Senden İbaret (2000)
- Extra (2001)
- Sen Yoluna... Ben Yoluma... (2002)
- Aşk Kadın Ruhundan Anlamıyor (2004)
- Apayrı (2006)
- Hande Maxi (2006)
- Nasıl Delirdim? (2007)
- Hipnoz (2008)
- Hayrola? (2009)
- Hande'ye Neler Oluyor? (2010)
- Hande'yle Yaz Bitmez (2010)
- Teşekkürler (2011)
- Rüya (2012)